# باسكال هينس
باسكال هينس (بالألمانية: Pascal Hens) مواليد 26 مارس 1980 في داون، هو لاعب كرة يد ألماني يلعب كظهير أيسر. يلعب حاليا مع نادي بالينغن فايلشتيتن لكرة اليد ويحمل الرقم 2. مثل منتخب ألمانيا لكرة اليد. شارك في دورة الألعاب الأولمبية الصيفية سنة 2004. حقق المركز الأول في بطولة العالم لكرة اليد للرجال 2007.

## الميداليات
| الميدالية | المسابقة                           |
| --------- | ---------------------------------- |
| فضية      | الألعاب الأولمبية الصيفية 2004     |
| ذهبية     | بطولة العالم لكرة اليد للرجال 2007 |
| فضية      | بطولة العالم لكرة اليد للرجال 2003 |
| ذهبية     | بطولة أوروبا لكرة اليد للرجال 2004 |
| فضية      | بطولة أوروبا لكرة اليد للرجال 2002 |

## روابط خارجية
- باسكال هينس على موقع IMDb (الإنجليزية)
- باسكال هينس على موقع كينوبويسك (الروسية)

- باسكال هينس على موقع الاتحاد الأوروبي لكرة اليد (الإنجليزية)
- باسكال هينس على موقع أوليمبيديا (الإنجليزية)